# Leilia Adjametova
Leilia Adjametova (în ucraineană Лейля Аджаметова; n. 9 martie 1994, Uzbekistan) este o atletă paralimpică ucraineană care a concurat la Jocurile Paralimpice de Vară din 2016 în probele de 100 de metri și 400 de metri pentru atleți din grupa B3⁠(<span title="B3 (paralimpic)|grupa B3 la Wikidata">d). Ea a câștigat o medalie de aur la 100 de metri.

## Biografie
Născută în 9 martie 1994 în Uzbekistan, Leilia Adjametova s-a mutat cu familia în Crimeea în 1999.
De la vârsta de 11 ani a fost început să practice atletismul. În prezent, se antrenează la Centrul Regional pentru Cultură fizică și Sportul Invalizilor „Invasport”⁠(<span title="Invasport Harkiv|„Invasport” la Wikidata">d) din Harkiv. Este multiplă campioană a Ucrainei și candidată la titlul de la Maestru al Sporturilor din Ucraina. Este antrenată de Marina Omelcenko, locuiește în Harkiv și își continuă viața sportivă în reprezntativa Ucrainei.
Este campioană paralimpică de două ori (în cursa alergare de 100 de metri — cu realizarea recordului mondial, și în cursa de 400 de metri) și medaliată cu argint la 200 m la Turneul Internațional al anului 2016.
În anul 2021 ea a participat la Jocurile Paralimpice de la Tokyo. În proba de 100 de metri pentru atleți din grupa T13 a ocupat locul 6.

## Distincții
- Ordinul „Pentru merite” clasa a III-a (din 4 octombrie 2016) – cu mențiunea pentru obținerea unor rezultate înalte sportive la Jocurile Paralimpice de vară din 2016 din Rio de Janeiro (Republica Federală Brazilia), pentru curajul, dăruirea și dorința de a câștiga și consolidarea autorității internaționale a Ucraine.[4]